# 学士入学
学士入学（がくしにゅうがく）とは、大学などで学士号を取得した者及びその予定者を対象とした編入学制度である。学士編入学（がくしへんにゅうがく）ともいう。

## 概要
学士入学するためには、各大学が個々に実施する学士入学試験を受験する。入試形式としては以下に大別される。
- 学士号取得者及びその予定者を応募可能として、学士入学試験を一般編入学試験に組み込んで実施する形式
- 学士入学試験として独立した試験を実施する形式

一方で、他大出身者や同一学部同一学科出身者などに門戸が開かれていないケースもあり、各大学・各学部によりそれぞれ募集条件が異なる。
一般の編入学試験と異なり、30代以降の受験者も多く、例えば医歯薬理工系であれば、医学部、歯学部、薬学部、獣医学部、建築学部、看護学部など、卒業後に資格を取得することでそれなりの収入がもたらされる可能性が高い仕事に就くことができる学部は人気があり、難易度も高いとされる。一方、それ以外の学部においては、応募者も少なく入学しやすい場合もあるが、日本においてはいわゆる新卒入社の偏重が強いことから、入学、卒業しても就職しにくいという問題もあり、入学するにはそれなりの覚悟が必要である。

## 学士入学の事例
「中退」表記がない人物は、その学部で卒業し学士の学位を取得。
- 徳川義親　植物学者・貴族院議員、東京帝国大学文科大学史学科に無試験入学し卒業後、 東京帝国大学理科大学生物学科に学士入学
- 皇后雅子　皇族（皇后）、米国・ハーバード大学経済学部卒業後、東京大学法学部第3類（政治コース）に学士入学（中退）
- 渋谷節子　文化人類学者・翻訳家。福知山公立大学教授。東京大学文学部英語英米文学科を卒業し、本田技研工業をへて東京大学教養学部教養学科に学士入学
- 立花隆　評論家・ジャーナリスト、東京大学文学部仏文科卒業後、東京大学文学部哲学科に（内部）学士入学（中退）
- 小椋佳　音楽家（歌手・作詞家・作曲家）、東京大学法学部卒業後、東京大学文学部哲学科に学士入学
- 茂木健一郎　脳科学者、東京大学理学部物理学科卒業後、東京大学法学部に学士入学
- 中島義道　哲学者、作家、東京大学教養学部科学史科学哲学分科卒業後、東京大学法学部に学士入学
- 土井たか子　政治家、法学者、旧制京都女子専門学校支那語科卒業後、同志社大学法学部に学士入学
- 加藤紘一　政治家、東京大学法学部第3類（政治コース）卒業後、東京大学法学部第2類（公法コース）に（内部）学士入学
- 鳩山邦夫　政治家、東京大学法学部第3類（政治コース）卒業後、東京大学法学部第2類（公法コース）に（内部）学士入学
- 武村正義　政治家、名古屋大学工学部から東京大学教育学部に編入学し、同卒業後、東京大学経済学部に学士入学
- 田中秀征　政治家、東京大学文学部卒業後、北海道大学法学部に学士入学（中退）
- 渡辺喜美　政治家、早稲田大学政治経済学部政治学科卒業後、中央大学法学部法律学科に学士入学
- 笠井亮　政治家、東京大学経済学部卒業後、東京大学農学部に学士入学（中退）
- 橋本大二郎　政治家、第13 - 16代高知県知事、慶應義塾大学経済学部卒業後、慶應義塾大学法学部に学士入学
- 高村正大 政治家、慶應義塾大学商学部卒業後、慶應義塾大学法学部に学士入学
- 奥山茂彦　政治家、東京農業大学通信教育課程卒業後、慶應義塾大学通信教育課程に学士入学（中退）
- 魚住汎英　政治家、元防衛政務次官、成城大学経済学部卒業後、東京農業大学通信教育課程畜産学科に学士入学
- 古川俊治　政治家、医師、弁護士、慶應義塾大学医学部卒業後、慶應義塾大学文学部通信教育課程に学士入学し卒業後、慶應義塾大学法学部通信教育課程に学士入学
- 山下真　政治家、弁護士、元奈良県生駒市長、東京大学文学部フランス語フランス文学科卒業後、京都大学法学部に学士入学
- 山中光茂　政治家、医師、元三重県松阪市長、慶應義塾大学法学部法律学科卒業後、群馬大学医学部医学科に学士入学
- 木村弥生　政治家、看護師、フェリス女学院大学文学部卒業後、慶應義塾大学看護医療学部に学士入学
- 大木哲　政治家、歯科医師、青山学院大学経済学部卒業後、鶴見大学歯学部に学士入学
- 木村武雄　政治家、明治大学法学部法律学科卒業後、同大学政治経済学部に学士入学し、1928年に卒業
- 川合善明　政治家、弁護士。埼玉県川越市長、早稲田大学政治経済学部卒業後、東京教育大学文学部に学士入学し、卒業
- 稲村利幸　政治家、学習院大学政経学部政治学科卒業後、早稲田大学政治経済学部経済学科に学士入学
- 新谷正義　政治家、医師。帝京大学医学部医学科を卒業し、病院勤務を経て東京大学経済学部へ学士入学
- 三井マリ子　評論家、政治家、お茶の水女子大学文教育学部卒業後、コロンビア大学大学院を修了し、上智大学法学部に学士入学（中退）
- 岡留安則　編集者・ジャーナリスト、法政大学社会学部卒業後、法政大学法学部に学士入学
- 松竹伸幸　編集者・ジャーナリスト、一橋大学経済学部卒業後、一橋大学社会学部に学士入学
- 大村彦次郎　編集者、文芸評論家。早稲田大学政治経済学部から文学部国文科に学士入学
- 東野さやか　英米文学翻訳家。上智大学外国語学部英語学科卒業後、同大学理工学部化学科に学士入学
- 久保哲夫　実業家、クボテック社長、東京大学工学部航空工学科卒業後、大阪大学医学部医学科に学士入学
- 阿部美哉　國學院大學学長、東京外国語大学卒業後、東京大学文学部に学士入学
- 清水哲郎　哲学研究者、東京大学理学部天文学科卒業後、東京都立大学 (1949-2011)人文学部哲学専攻に学士入学
- 宮崎哲弥　評論家、慶應義塾大学文学部社会学科卒業後、慶應義塾大学法学部に学士入学
- 保田博　大蔵事務次官、東京大学法学部第2類（公法コース）卒業後、東京大学法学部第1類（私法コース）に（内部）学士入学
- 勝栄二郎　財務事務次官、早稲田大学法学部卒業後、東京大学法学部に学士入学
- 高橋洋一　経済学者、評論家、元財務官僚、東京大学理学部数学科を卒業後、東京大学経済学部経済学科に学士入学
- 黒原敏行　英米文学の翻訳家、慶應義塾大学文学部仏文科卒業後、東京大学法学部に学士入学、卒業するが司法試験には受からず、予備校で教鞭
- 菱木晃子　スウェーデン語の翻訳家。慶應義塾大学法学部法律学科を卒業後、慶應義塾大学文学部英米文学科に学士入学し卒業
- 石井遊佳　小説家、日本語教師。早稲田大学法学部を卒業していたが36歳のとき、仏教を学ぼうと東京大学文学部インド哲学仏教学専修課程に学士入学
- 前田健治　警察官僚。警視総監。 東京大学経済学部を卒業して三菱銀行に勤務した後、卒業した経済学部の別の科に学士入学
- 植田和男　銀行家、日本銀行総裁。経済学者。東京大学名誉教授。東京大学理学部卒業後、東京大学経済学部に学士入学
- 田村明　地域政策プランナー。法政大学名誉教授。東京大学工学部と法学部を合わせて3度（工学部建築学科、法学部法律学科（旧制）、法学部第3類（政治コース））卒業
- 伊藤滋　都市計画家。早稲田大学特命教授、慶應義塾大学大学院客員教授、東京大学名誉教授。東京大学農学部林学科を卒業し、恩師加藤誠平の忠告にしたがい、工学部建築学科に学士入学
- 金井大旺　法政大学スポーツ健康科学部卒業後、競技生活を経て日本歯科大学生命歯学部(本校)へ学士入学
- 篠田潤子　元東京通信大学人間福祉学部教授、タレント、フリーアナウンサー。元テレビ朝日アナウンサー。慶應義塾大学法学部法律学科のあと慶應義塾大学文学部人間関係学科に学士入学
- 石川重明　警察官僚、弁護士、第83代警視総監、東京大学法学部（公法コース）卒業し司法試験合格。その後東大法学部（私法コース）に学士入学し、1968年卒業
- 柴田南雄　作曲家、音楽評論家、音楽学者、東京帝国大学理学部植物学科卒業後、大学院中退。1939年から東京科学博物館植物学部に嘱託として勤務。1941年に退職し、東京帝国大学文学部美学美術史学科に学士入学。1943年卒業
- 岡松和夫　小説家、国文学者、東京大学文学部仏文学科卒業後、東京大学文学部国文科に学士入学
- 宇佐美彰朗　マラソン選手、指導者、東海大学名誉教授、日本大学経済学部経済学科に進学して卒業。その後日本大学文理学部体育学科へ学士入学し卒業
- 相沢巌夫　陸上競技（短距離走）選手。陸軍司政官。1931年に京都帝国大学を卒業するが阪急百貨店勤務後に再び京都帝大に学士入学
- 五明公男　アマチュア野球指導者、法政大学経営学部卒業後、法政大学法学部に学士入学
- 武井壮　元陸上選手、タレント、神戸学院大学法学部卒業後、中央学院大学にスカウトされ学士入学
- 乙武洋匡　文筆家、元教員、スポーツライター、早稲田大学政治経済学部卒業後、教員免許取得の為に明星大学人文学部通信教育課程に学士入学
- 染野太朗　歌人。国際基督教大学教養学部卒業後、国語の教員免許を取得するために早稲田大学第二文学部に学士入学
- 堀越陽子　女優、和洋女子大学家政学部国文科卒業後、早稲田大学第二文学部文学言語系専修学士入学
- 内藤みか　小説家、エッセイスト、和光大学人文学部人間関係学科卒業後、慶應義塾大学文学部通信教育課程に学士入学
- 槇徳子　PRコンサルタント。慶應義塾大学文学部英米文学科卒業後アナウンサーをへて慶應義塾大学法学部政治学科に学士入学し卒業
- 玉井日出夫　文部官僚。文部科学審議官（文教担当）、文化庁長官を歴任。愛媛県美術館名誉館長、玉川大学客員教授。東京大学法学部第2類（公法コース）を卒業の後、同第1類（私法コース）に学士入学
- 山口節生　政治活動家、コンサルタント業、不動産業、実業家。元高等学校教員、元信託銀行員。一橋大学商学部を卒業し、東京大学経済学部に学士入学して卒業
- 天野文雄　美学者、能楽研究者。京都造形芸術大学舞台芸術センター所長、大阪大学名誉教授。 早稲田大学第一法学部卒業後、編集者などを経て國學院大學文学部に学士入学
- 菅谷規矩雄　詩人、ドイツ文学者。 東京教育大学独文科卒業後、東京大学独文科に学士入学し卒業
- 吉田たかよし　医師、東京理科大学客員教授。元NHKアナウンサー。東京大学工学部を卒業後、北里大学医学部に学士入学し、卒業
- 黒田成幸　言語学者。米カリフォルニア大学サンディエゴ校名誉教授、東北大学名誉教授。東京大学数学科卒業後文学部文学科に学士入学し、言語学を学ぶ
- 滝口弘人　社会運動家。東京外国語大学に進学するが、その後東京大学教育学部へ編入
- 文京洙　政治学者。立命館大学国際関係学部教授。法政大学文学部卒業後、学士入学で中央大学法学部に進学
- 中村研一　政治学者。東京大学理学部卒業後、同法学部に学士入学
- 髙田春奈　V・ファーレン長崎の代表取締役社長。 実業家としての活動の傍ら、経営学を学ぶため東京大学経済学部に学士入学し卒業。さらに同大学教育学部に学士入学し卒業
- 伊藤好道　政治家。東京帝国大学法学部卒業後記者をへて東京帝国大学経済学部に学士入学
- 河上丈太郎　政治家、東京帝国大学法学部政治学科を卒業。関西学院教授時代に東京帝国大学法学部法律学科に学士入学して、弁護士資格を取得
- 麻生巌　実業家。慶應義塾大学法学部を卒業。その後は一橋大学商学部、慶應義塾大学経済学部経済学科にそれぞれ学士入学
- 寺田静　政治家。参議院議員。早稲田大学人間科学部に進学し卒業後、東京大学生産技術研究所勤務をへて、ハワイ大学海洋科学部に学士入学
- 西沢祥平　アナウンサー、ニュースキャスター。元CICカナダ国際大学副学長。信州大学卒業後、東京大学教育学部に学士入学し卒業
- 黒澤清　会計学者。東京帝国大学文学部社会学科を卒業と同時に再び東京大学経済学部に学士入学
- 秋野豊　政治学者。筑波大学社会科学系助教授を経て、国際連合タジキスタン監視団政務官在職中殉職。同志社大学入学後、早稲田大学政治経済学部に編入学し卒業後、北海道大学法学部にも学士入学
- 岡野保次郎　実業家、上智大学法学部卒業後に経済学部に学士入学し卒業
- 大伴昌司　編集者、慶應義塾大学文学部東洋史学科を卒業後は『アサヒグラフ』の編集部に入ることを希望していたが、卒業間際に肺を病んだため就職を断念。同大学法学部政治学科3年次に学士入学
- ツルシカズヒコ　編集者、会社経営、早稲田大学法学部卒業後、國學院大學文学部日本史学科3年に学士入学するが入学年の秋には中退
- 楠本憲吉　俳人、随筆家、慶應義塾大学法学部卒業、さらに学士入学で仏文科卒業
- 有元史郎　政治家、教育者、津山市長、東京帝国大学工学部機械工学科卒業後同大学経済学部へ学士入学し、以降、同大学院、法学部、日本大学の商科、文科へ入学と卒業を繰り返し、計5つの学士号を取得